# José Luis Rodríguez García
José Luis Rodríguez García (* 18. März 1946 in Havanna) ist ein kubanischer Ökonom, Politiker und Hochschullehrer. Von 1995 bis 2009 war er Minister für Wirtschaft und Planung, Vizepräsident des Ministerrates und Mitglied des Staatsrates Kubas. Er war Professor am Instituto Superior de Relaciones Internacionales an der Universität von Havanna, Assessor am Centro de Investigaciones de Economía Mundial sowie des Centro de Investigaciones de Política Internacional in Havanna. 
Rodríguez García studierte Wirtschaftswissenschaft an der Universität von Havanna. Später wurde er am Lateinamerikanischen Institut der Akademie der Wissenschaften der UdSSR promoviert. Seine Forschungsschwerpunkte sind die Politische Ökonomie, Marxistische Philosophie, internationale Wirtschaftsbeziehungen, Wirtschaft Kubas sowie Ökonomie der sozialistischen Staaten.

## Auszeichnungen
- 2021: Premio Nacional de Ciencias Sociales y Humanísticas
- 2024: Exzellenzpreis der Sektion Kuba der Latin American Studies Association[1]

## Veröffentlichungen
- Estrategia del desarrollo económico en Cuba, Editorial de Ciencias Sociales, Havanna, 1990
- El derrumbe del socialismo en Europa, Editorial de Ciencias Sociales, Havanna, Ruth Casa Editorial, Panama, 2014, ISBN 978-959-061-531-3